# Óscar Baltán
Óscar Manuel Baltán (* 3. Dezember 2003) ist ein kolumbianischer Sprinter, der sich auf den 200-Meter-Lauf spezialisiert hat.

## Sportliche Laufbahn
Erste Erfahrungen bei internationalen Meisterschaften sammelte Óscar Baltán im Jahr 2022, als er bei den U20-Weltmeisterschaften in Cali mit 21,05 s im Halbfinale im 200-Meter-Lauf ausschied und mit der kolumbianischen 4-mal-100-Meter-Staffel im Vorlauf disqualifiziert wurde. Anschließend belegte er bei den U23-Südamerikameisterschaften in Cascavel in 21,08 s den fünften Platz über 200 Meter und siegte in 39,59 s im Staffelbewerb. Zudem kam er in der Mixed-Staffel über 4-mal 400 Meter nicht ins Ziel. Kurz darauf gewann er bei den Südamerikaspielen in Asunción in 39,74 s gemeinsam mit Jhonny Rentería, Carlos Flórez und Carlos Palacios die Bronzemedaille hinter den Teams aus Venezuela und Paraguay. Im Jahr darauf schied er bei den Zentralamerika- und Karibikspielen in San Salvador mit 21,18 s im Vorlauf über 200 Meter aus und belegte mit der 4-mal-100-Meter-Staffel in 39,45 s den vierten Platz, während er mit der 4-mal-400-Meter-Staffel mit 3:10,17 min auf Rang fünf gelangte. Anschließend belegte er bei den Südamerikameisterschaften in São Paulo in 20,89 s den fünften Platz. Bei den World Athletics Relays 2024 in Nassau wurde er in 39,04 s Dritter im C-Lauf in der 2. Qualifikationsrunde über 4-mal 100 Meter für die Olympischen Spiele. Kurz darauf schied er bei den Ibero-Amerikanischen Meisterschaften in Cuiabá mit 21,10 s im Vorlauf über 200 Meter aus und gewann im Staffelbewerb in 39,23 s die Silbermedaille hinter dem brasilianischen Team. Im September belegte er bei den U23-Südamerikameisterschaften in Bucaramanga in 21,69 s den sechsten Platz über 200 Meter und siegte mit der Staffel in 39,74 s.
2023 wurde Baltán kolumbianischer Meister in der 4-mal-100-Meter-Staffel.

## Persönliche Bestzeiten
- 100 Meter: 10,40 s (0,0 m/s), 8. Juni 2024 in Cochabamba
- 200 Meter: 20,42 s (+0,7 m/s), 9. Juni 2024 in Cochabamba